# Sasha Calle
Sasha Calle, född 7 augusti 1995 i Boston, är en amerikansk skådespelare med colombiansk härkomst.
Calle har bland annat medverkat i TV-serierna Socially Awkward från 2017 Makt och begär (2018–2021). Hon har även medverkat i filmen The Flash från 2023.

## Filmografi (i urval)
- 2017: Socially Awkward
- 2018–2021: Makt och begär
- 2023: The Flash
- 2025 – RIP